# Thomas, Oklahoma
Thomas är en ort i Custer County i delstaten Oklahoma, USA.